# Crisanta
Crisanta ist eine Erzählung von Anna Seghers aus dem Jahr 1950. Sie erschien ein Jahr später im Insel Verlag in Leipzig. 1947 aus Mexiko nach Deutschland heimgekehrt, schrieb Anna Seghers in der DDR über ihr Exil-Land. Sie erzählt die Geschichte eines einfachen Mädchens: Crisanta wuchs in der ärmlichen Geborgenheit eines kleinen Dorfes auf und findet sich plötzlich auf einem mühsamen und leidvollen Weg in der widrigen Welt der Stadt Mexiko. In der unkompliziert erzählten Geschichte erhält der Leser „Einblick in Bräuche und Denkweisen der Mexikaner“.

## Inhalt
Crisantas Mutter aus Pachuca hatte die Geburt der Tochter nicht überlebt. Frau González hatte das Mädchen bereits als Kleinstkind in die kinderreiche Familie des alten, gutmütigen Bergarbeiters González aufgenommen. Vom leiblichen Vater Crisantas weiß die Pflegemutter nichts. Als dann die Schlafmatte der 16-Jährigen anderweitig benötigt wird, muss sie auf Arbeit nach Mexiko-Stadt. Crisanta hat Glück. In der Nähe des Platzes Alvaro Oregon kommt sie in der Tortilleria der Tante Dolóres – einer Busenfreundin der Frau González – als Tortilla-Bäckerin unter. Endlich hat Crisanta ein richtiges Bett.
Das Mädchen verliebt sich in den Töpfer Miguel. Tante Dolóres toleriert die Beziehung. Kann doch ihr Mann Crisanta neuerdings nicht mehr nachsteigen. Nach der Arbeit nehmen die beiden an einem Alphabetisierungsprogramm teil. Crisanta hält, anders als ihr Geliebter, den Lehrgang nicht durch. Miguel, erpicht auf bessere Arbeit, geht weg, verlässt Crisanta. Die junge Frau ist wie betäubt. Bisher hatte sie sich kaum um das Vergangene Gedanken gemacht. Zu Tante Dolóres will Crisanta nicht zurück. Sie streunt durch die Stadt, begeht Mundraub, wird Prostituierte, dabei schwanger und treibt ab. Eine Arbeit als Stickerin vertauscht sie abermals gegen die Prostitution.
Später lernt sie einen ledigen jungen Maurer kennen, der sie in seine Hütte einziehen lässt. Mit ihm zieht sie auf die wechselnden Baustellen. Als Crisanta wieder streunt, wird sie von der besorgten Tante Dolóres aufgestöbert und aufgelesen. Auf Geheiß der Tante muss Crisanta zurück nach Pachuca zu Frau González. Crisanta – „schwach, klein, unwissend“ – gehorcht. Die Pflegemutter übersieht die neuerliche Schwangerschaft der jungen Frau nicht. Der alte González redet Crisanta ins Gewissen: Abtreibung kommt dieses Mal nicht wieder in Frage. So geschieht es. Crisanta bringt ihr Kind zur Welt, doch sie weiß „nicht, wer sein Vater“ ist.
Crisanta bekommt eine neue, einfache Arbeit an einer Verkaufsbude für Limonade aus Orangen, an einer Haltestelle. Sie hat ihr Kind dabei.

## Form, Themen
Die Autorin beginnt mit großer rhetorischer Geste. Viel könnte sie erzählen – über Hidalgo, Morelos, Juarez. Nein, sie spricht nicht über große Männer, sondern über Crisanta.
Anna Seghers hat ein Faible für das Symbol Blau. Auch in dieser mexikanischen Novelle setzt sie die Symbolfarbe als poetische Textklammer ein. Zu Anfang der Erzählung erinnert sich Crisanta dunkel an einen „besonderen Himmel“ ihrer frühen Kindheit. „Wenn sie sich fragte, was es gewesen war, dann fiel ihr immer nur ein: Blau. Ein sanftes und starkes Blau, das es später nirgendwo gab. Die ganze Welt war vorbeigerauscht und nicht durch das Blau gedrungen.“ Zum Schluss der Erzählung steckt Crisanta den Kopf unter den Rebozo, in dem ihr Kindes ruht. „Auf einmal fiel ihr der Ort wieder ein, an dem sie als Kind gewesen war. Das unvergleichliche, unbegreifliche tiefe und dunkle Blau. Das war der Rebozo, das Umschlagtuch der Frau González gewesen, und was dahinter strömte, ihr Volk.“ Brandes spricht von dem „plötzlichen Glücksimpuls“, den „Zugehörigkeit zur Heimat“ auslöse.
Crisanta ist dem Geliebten nicht ebenbürtig. Miguel, sobald er ihrer sicher ist, behandelt Crisanta von oben herab. „Dieses törichte Mädchen“ lässt es geschehen. Die Liebe macht sie gehorsam. Der Proletarier Miguel setzt sein Recht in der Streikfront durch – das Seghers'sche Thema Klassenkampf. Dabei gelingt der Autorin auch eine fast „unauffällige“ Behandlung des Themas „krasse Benachteiligung des weiblichen Geschlechts“.
Kurt Batt schreibt, Crisanta „verarbeitet ihr Leid unsentimental und klaglos und gewinnt, selbst als soziale Randexistenz, eine stumme Größe.“ Sie sei eine der schönsten Frauenfiguren, die Anna Seghers je geschaffen hat.

## Ausgaben
Erstausgabe
- Anna Seghers: Crisanta. Mexikanische Novelle. Buchgestaltung: Gotthard de Beauclair. Insel-Bücherei 99/4, Insel Verlag, Leipzig 1951. 54 Seiten

Weitere Ausgaben
- Crisanta. in Anna Seghers: Erzählungen. Bibliothek der Weltliteratur. S. 297–325. Nachwort: Friedrich Albrecht (S. 593–605) Aufbau-Verlag, Berlin 1974 (2. Aufl.)
- Crisanta. in Anna Seghers: Post ins Gelobte Land. Erzählungen. Auswahl Ursula Emmerich. Illustrationen Günther Lück (Grubetsch. Bauern von Hruschowo. Die schönsten Sagen vom Räuber Woynok. Das Obdach. Post ins Gelobte Land. Der Ausflug der toten Mädchen. Das Argonautenschiff. Die Hochzeit von Haiti. Crisanta. Der Führer. Das Duell. Tuomas beschenkt die Halbinsel Sorsa. Sagen von Unirdischen. Steinzeit). Aufbau-Verlag, Berlin 1990 (1. Aufl.), ISBN 3-351-01653-0, S. 252–279  (verwendete Ausgabe)

## Anmerkung
1. ↑  Vielleicht spielt Anna Seghers auf den mexikanischen Präsidenten (1920-24) Álvaro Obregón an (verwendete Ausgabe, S. 256, 10. Z.v.u.)